# Gneiss Hills
Die Gneiss Hills sind zwei markante, 260 m bzw. 270 m hohe Hügel im südlichen Teil von Signy Island im Archipel der Südlichen Orkneyinseln. Sie ragen an der Westflanke des McLeod-Gletschers auf.
Der Falkland Islands Dependencies Survey benannte sie 1947 im Zuge ihrer Vermessung nach einem Band aus rosafarbenem Gneis nahe ihrer Gipfel.